# Comuna de Lądek
Lądek (polaco: Gmina Lądek) é uma gminy (comuna) na Polónia, na voivodia de Grande Polónia e no condado de Słupecki. A sede do condado é a cidade de Lądek.
De acordo com os censos de 2004, a comuna tem 5717 habitantes, com uma densidade 58,1 hab/km².

## Área
Estende-se por uma área de 98,32 km², incluindo:
- área agricola: 89%
- área florestal: 3%

## Demografia
Dados de 30 de Junho 2004:
|                      | Total   | Total | Mulheres | Mulheres | Homens  | Homens |
| -------------------- | ------- | ----- | -------- | -------- | ------- | ------ |
|                      | pessoas | %     | pessoas  | %        | pessoas | %      |
| População            | 5717    | 100   | 2831     | 49,5     | 2886    | 50,5   |
| Densidade (pop./km²) | 58,1    | 100   | 28,8     | 28,8     | 29,4    | 29,4   |

De acordo com dados de 2002, o rendimento médio per capita ascendia a 1353,75 zł.

## Subdivisões
- Ciążeń, Dąbrowa, Dolany, Dziedzice, Jaroszyn, Jaroszyn-Kolonia, Ląd, Ląd-Kolonia, Lądek, Piotrowo, Policko, Ratyń, Samarzewo, Sługocin, Sługocin-Kolonia, Wola Koszucka.

## Comunas vizinhas
- Golina, Kołaczkowo, Pyzdry, Rzgów, Słupca, Zagórów